# Canthonella gomezi
Canthonella gomezi är en skalbaggsart som beskrevs av Halffter och Martinez 1968. Canthonella gomezi ingår i släktet Canthonella och familjen bladhorningar. Inga underarter finns listade.